# Sumberagung (Pracimantoro)
Sumberagung is een bestuurslaag in het regentschap Wonogiri van de provincie Midden-Java, Indonesië. Sumberagung telt 2469 inwoners (volkstelling 2010).